# Wisches
Wisches település Franciaországban, Bas-Rhin megyében. Lakosainak száma 2061 fő (2022. január 1.). Wisches Schirmeck, Saint-Quirin, Turquestein-Blancrupt, Grandfontaine, Lutzelhouse, Muhlbach-sur-Bruche és Russ községekkel határos.

## Népesség
A település népessége az elmúlt években az alábbi módon változott:
| Lakosok száma | 2121 | 2116 | 2141 | 2105 | 2100 | 2089 | 2077 | 2073 | 2061 |
|               | 2013 | 2015 | 2016 | 2017 | 2018 | 2019 | 2020 | 2021 | 2022 |